# Albrecht III. von Löwenstein
Albrecht III. von Löwenstein (* um 1370; † 23. August 1388 in Döffingen) war ab 1385 Graf von Löwenstein.

## Herkunft
Albrecht III. war der älteste Sohn von Graf Albrecht II. von Löwenstein und dessen Gemahlin Udelhild von Werdenberg sowie ein direkter Nachfahre von Rudolf I., dem ersten römisch-deutschen König aus dem Geschlecht der Habsburger.

## Leben
Albrechts Vater war verstorben, bevor sein ältester Sohn das Mündigkeitsalter erreicht hatte. Bis zum Jahr 1385 leitete für ihn und seine Brüder ein Verwandter, Graf Johann I. von Wertheim, als Vormund die Geschicke der Grafschaft Löwenstein. Die dauerhaft sehr angespannte finanzielle Lage der Grafschaft, die unter der Regentschaft Albrechts II. bereits dazu führte, dass die Grafen in pfälzische Dienste treten mussten, verschlechterte sich in den Folgejahren weiter dramatisch. Johann von Wertheim sah sich gezwungen, die Hälfte der Grafschaft Löwenstein an den Pfalzgrafen Ruprecht I. zu verpfänden, um eine Zahlungsunfähigkeit zu vermeiden – ein folgenschwerer Schritt, denn die Grafen von Löwenstein waren nachfolgend nicht mehr in der Lage, die Verpfändung wieder rückgängig zu machen. 
Am 7. April 1385 endete die Vormundschaft Johanns von Wertheim über Löwenstein durch formelle Aufkündigung. Graf Albrecht III. gelang es trotz der Verpfändung in der Folgezeit jedoch nicht, die finanzielle Lage der Grafschaft nachhaltig zu verbessern. Die wenigen erhaltenen Quellen aus der Regentschaft des jungen Grafen zeugen ausschließlich von zusätzlichen Kreditaufnahmen, die aber den fortlaufenden gesellschaftlichen Abstieg des Hauses Löwenstein nicht verhindern konnten. Die Stellung der Grafschaft Löwenstein unter Albrecht III. war so unbedeutend, dass es ihm unmöglich war, eine selbständige Politik zu betreiben. Aus diesem Grund wählte er den Weg, den viele vergleichbare Adelige jener Zeit beschritten, und trat in die Dienste eines mächtigeren Herren, hier Ruprechts I. von der Pfalz, ein.
Als Vasall des Pfalzgrafen geriet Albrecht III. in die Auseinandersetzungen zwischen den Städtebünden, namentlich dem Schwäbischen Städtebund auf der einen und den Ritter- und Fürstenbünden auf der anderen Seite, die vorrangig durch die aggressive Expansionspolitik des Grafen Eberhard II. von Württemberg gegenüber den Reichsstädten ausgelöst worden waren. Der Feldzug der Städte Augsburg und Ulm gegen Eberhard kumulierte am 23. August 1388 in der Schlacht bei Döffingen. Albrecht III. gehörte als Ritter vermutlich jenem pfälzischen Truppenkontingent an, das Ruprecht I. zur Unterstützung des Grafen von Württemberg ausgesandt hatte. Bei einer Attacke der württembergischen Vorhut unter der Führung von Eberhards Sohn Ulrich von Württemberg gegen die städtischen Truppen wurde das Adelskontingent fast vollständig aufgerieben. Neben Ulrich von Württemberg verloren Albrecht III. sowie sein Onkel Heinrich von Werdenberg-Alpeck auf dem Schlachtfeld ihr Leben. Der Leichnam des Grafen wurde nach Löwenstein überführt und fand in der dortigen Kirche seine letzte Ruhestätte. 

## Familie
Albrecht III. verstarb unverheiratet und ohne Nachkommen. Er hatte noch folgende Geschwister:
- Georg (* 1375; † 10. August 1464 in Bamberg). Domherr in Bamberg, Würzburg, Speyer, Mainz und Worms.
- Heinrich (* um 1378; † 1443 in Heilbronn). Graf von Löwenstein.
- Johann-Rudolf (* um 1381; † um 1406). Graf von Löwenstein.